# Teatro Rosalía de Castro de Vigo
El Teatro Rosalía de Castro, de Vigo, inaugurat en 1900 i desaparegut en un incendi el 8 de febrer de 1910, va ser el millor de Galícia del seu temps.

## Història
El projecte, que inicialment va portar el nom de Teatro Romea i després, Teatro Cervantes, el va signar el setembre de 1881 Alejandro Rodríguez-Sesmero González, amb el vistiplau de l'arquitecte Domingo Esteban Rodríguez Sesmero. La distribució interior va ser a càrrec de Benito Gómez Román i l'escultura de Manuel Gómez Román.
Les nebodes hereves de José García Barbón van manar construir en el mateix terreny el Teatro García Barbón, obra de l'arquitecte Antonio Palacios Ramilo.